# Thomas Bals
Thomas Bals (* 10. April 1957 in Recklinghausen) ist ein wissenschaftlich tätiger deutscher Berufs- und Wirtschaftspädagoge, Diplom-Psychologe und Hochschullehrer.

## Leben
Nach dem Abschluss der allgemeinen Hochschulreife am Freiherr-vom-Stein-Gymnasium Hamm im Jahr 1975 begann Thomas Bals zunächst eine Ausbildung als Finanzanwärter am Finanzamt Hamm. Danach schloss er ein Studium des Lehramtes für die Sekundarstufe II / Berufliche Fachrichtung Wirtschaftswissenschaften und Sondererziehung und Rehabilitation der Lernbehinderten sowie ein Studium des Faches Psychologie an der Universität zu Köln ab. Nach dem Bestehen der ersten Staatsprüfung arbeitete er zunächst als wissenschaftlicher Mitarbeiter am dortigen Institut für Berufs-, Wirtschafts- und Sozialpädagogik und nebenberuflich als Lehrer an einer Fachschule.
Von 1985 bis 1989 war Bals als wissenschaftlicher Angestellter im Fachgebiet Berufs- und Wirtschaftspädagogik an der Universität Osnabrück tätig. 1989 promovierte er im Fachbereich Erziehungs- und Kulturwissenschaften an der Universität Osnabrück zum Thema „Professionalisierung des Lehrens im Berufsfeld Gesundheit“. Bis zu seiner Habilitation im Jahr 1995 für das Fach Berufs- und Wirtschaftspädagogik mit dem Titel „Berufsbildung der Gesundheitsfachberufe: Einordnung – Strukturwandel – Reformansätze“ war er als Akademischer Rat und Akademischer Oberrat an der Universität Osnabrück tätig. Im Jahr 1998 wurde Bals durch den Präsidenten der Universität Osnabrück zum außerplanmäßigen Professor ernannt.
2002 erhielt Bals einen Ruf auf die C2-Hochschuldozentur „Medizin- und Pflegepädagogik / Berufliche Didaktik“ in der Fakultät Erziehungswissenschaften der Technischen Universität Dresden. Von 2009 bis zu seinem Eintritt in den Ruhestand 2023 hatte er die W3-Professur „Berufspädagogik“ im Fachbereich Kultur- und Erziehungswissenschaften an der Universität Osnabrück inne. Dort leitete er von 2011 bis 2015 das Institut für Erziehungswissenschaft an der Universität Osnabrück. 2015 wurde er zum Dekan des Fachbereich Erziehungs- und Kulturwissenschaften gewählt, ab 2016 zudem zugleich zum Dekanesprecher. Von 2016 bis 2022 war Bals Vizepräsident für Hochschulentwicklung und -strategie an der Universität Osnabrück. Von April bis September 2012 war er als „Visiting Scholar“ am Blinken European Institut der Columbia University in New York.
2025 wurde Bals durch den niedersächsischen Wissenschaftsminister Falko Mohrs zum Beauftragten für die Universität Vechta berufen. Nach der Abwahl der bisherigen Präsidentin Verena Pietzner nimmt er seit Juni 2025 als Staatskommissar die Funktionen des gesamten Präsidiums wahr. Gemeinsam mit Martina Blasberg-Kuhnke soll Bals die Universität Vechta „finanziell konsolidieren und eine langfristig tragfähige Strategie entwickeln“.
Bals ist verheiratet und hat zwei Kinder (* 1997 und 2003).

## Arbeits- und Forschungsschwerpunkte
Bals beschäftigt sich mit der Weiterentwicklung der Berufsbildung als Teil des Bildungs- und des Beschäftigungssystems. Von besonderem Forschungsinteresse sind Fragen pädagogischer Professionalität und Professionalisierung in verschiedenen institutionellen Kontexten sowie die Förderung der Durchlässigkeit zwischen akademischer und beruflicher Bildung.
Seine Forschungsausrichtung ist gestaltungs- und entwicklungsorientiert u. a. unter Einbezug systematisierender, qualitätssichernder und (international-)vergleichender Verfahren.

## Schriften (Auswahl)
- Diversität im Zugang zum Lehramt an berufsbildenden Schulen – Vielfalt als Chance? Detmold 2016 (Hrsg. mit A. Diettrich, M. Eckert, F. Kaiser)
- Gesundheitsberufe neu denken, Gesundheitsberufe neu regeln. Grundsätze und Perspektiven – Eine Denkschrift der Robert Bosch Stiftung, Stuttgart 2013 (D. Alscher, T. Bals, A. Büscher, G. Dielmann, S. Görres, H. Höppner, M. Hopfeld, G. Igl, A. Kuhlmey, U. Matzke, A. Satrapa-Schill).
- Zur Komplexität und Empirie des Übergangssystems. Paderborn 2012 (mit M. Koch)
- Übergänge in der Berufsbildung nachhaltig gestalten: Potentiale erkennen – Chancen nutzen. Paderborn 2011 (Hrsg. mit H. Hinrichs, M. Ebbinghaus, R. Tenberg)
- Qualitätsentwicklung an Schulen des Gesundheitswesens. Eine theoretische und praktische Handreichung. Paderborn 2011 (Hrsg. mit J. Grunau, A. Unger)
- Wege zur Ausbildungsqualität – Stand und Perspektiven in den Gesundheitsfachberufen. Paderborn 2009 (Hrsg.)
- Feasibility Study VET-LSA. A comparative analysis of occupational profiles and VET programmes in 8 European countries. International report. Göttingen 2009 (M. Baethge, L. Arends in cooperation with A. Schelten, M. Müller, R. Nickolaus, B. Geißel, K. Breuer, S. Hillen, E. Winther, T. Bals, E. Wittmann, A. Barke)
- Qualität in Schule und Betrieb. Forschungsergebnisse und gute Praxis. Aachen 2009 (Hrsg. mit K. Hegmann, K. Wilbers)
- Gesundheitsförderung in pädagogischen Settings. Weinheim und München 2008 (Hrsg. mit A. Hanses, W. Melzer)
- Professionalisierung des Lehrens im Berufsfeld Gesundheit. 3., unveränderte Auflage, Köln 1995
- Berufsbildung der Gesundheitsfachberufe. Einordnung – Strukturwandel – Reformansätze. Hochschule und Berufliche Bildung. Alsbach/ Bergstr. 1993